# ゆずの素
『ゆずの素』（ゆずのもと）は、ゆず初のミニアルバム。1997年10月25日発売。発売元はセーニャ・アンド・カンパニー。

## 解説
- 横浜・伊勢佐木町の横浜松坂屋の前などでストリートミュージシャンとして歌っていた男性デュオ、「ゆず」がインディーズでリリースした唯一の作品。
- 2010年7月14日にメジャーの流通から再リリース。ただし再発盤はオリコンでは別の作品としてカウントされ、累計売上は合算されない。再発盤の初回購入者特典として、「夏色の素」と題した1997年8月31日の今作の路上レコーディングでの「夏色」の音源が収録されたCDが店頭などでプレゼントされた。
- このミニアルバムは他の一般的なミュージシャンのものと違い、当時のゆずが路上ライブで活動していた屋外にマイクを設置して録音された楽曲（「てっぺん」、「する～」、「地下街」、「ろくでなし」、「岡村ムラムラブギウギ」）も含まれているため、まわりの雑音が入っている。
- ミュージック・ビデオ集『録歌選 金銀』に「地下街」が収録されている。横浜の山下公園やマリンタワー付近で撮影されたもの。
- 収録曲には今でもライブで歌われる曲が多く、2005年6月23日・24日、約12万人が集まった横浜国際総合競技場でのライブ「YUZU STADIUM 2005 GO HOME」では、最終日のダブルアンコールで「てっぺん」が歌われた。
- 2017年12月22日に一旦区切りをつける形で最後の冬至の日ライブとしてAbemaTVから配信された「冬至の日ライブFINAL」では、今作の収録曲が曲順通りに披露された。
- 歌詞カードには、ふたりのヒストリーが掲載されている。
- 山口智充・宮迫博之からなる「くず」が2001年11月7日に発売したシングル「ムーンライト」のCDジャケットは、本アルバムジャケットのパロディである。ファンクラブ会報で、「くず」について岩沢自身はその存在を楽しんでいる発言をしている。

## 収録曲
| 全編曲: ゆず。 |                          |                   |                   |       |
| #              | タイトル                 | 作詞              | 作曲              | 時間  |
| 1.             | 「てっぺん」             | 岩沢厚治          | 岩沢厚治          | 3:26  |
| 2.             | 「連呼」                 | 岩沢厚治&北川悠仁 | 岩沢厚治&北川悠仁 | 3:54  |
| 3.             | 「する～」               | 岩沢厚治          | 岩沢厚治          | 0:54  |
| 4.             | 「地下街」               | 岩沢厚治          | 岩沢厚治          | 3:32  |
| 5.             | 「ろくでなし」           | 岩沢厚治          | 岩沢厚治          | 2:27  |
| 6.             | 「岡村ムラムラブギウギ」 | 岩沢厚治          | 岩沢厚治          | 2:07  |
| 7.             | 「空模様」               | 北川悠仁          | 北川悠仁          | 4:41  |
| 合計時間:      | 合計時間:                | 合計時間:         | 合計時間:         | 21:01 |

## 楽曲解説
1. てっぺん
大きなライブや、冬の恒例イベント「冬至の日・フリーライヴ」では、ラストに歌われることが多い。
仮タイトルは「甘」。
ライヴで披露される際は、最後のサビの前部分をためて演奏することが多い。
のちに『ゆずのね 1997-2007』に収録された際には、当時はカットされていた、演奏前のMCが収録されている。
2. 連呼
2人（共作）が創ったゆずとして初めてのオリジナル曲。
仮タイトルはひらがなで「れんこ」だった。
1998年8月29日に放送された、テレビ東京の『出没!アド街ック天国』の「横浜伊勢佐木町」の回で、松坂屋の玄関前で大勢のファンと一緒に歌唱する二人の様子を取材。撮影当時は「夏色」発売前で、メジャーデビューする直前の様子だった。その後も伊勢佐木町周辺や、ゆずにまつわるエピソードがあると、再度同じシーンを放送することがある。
3. する～
ライヴでは、アンコールの掛け声の代わりに観覧者が一丸となってこの歌を歌うことがある。
他に「贈る詩」「サヨナラバス」「友達の唄」。
4. 地下街
今アルバム収録曲中で唯一、ミュージック・ビデオが作成されている。
友達から恋愛絡み相談を受けたのち、この曲を作ったと語ったことがある。
5. ろくでなし
比較的、ライブで披露される機会が少ない曲。
6. 岡村ムラムラブギウギ
ふたりの地元、神奈川県横浜市磯子区岡村を舞台にしたご当地ソング。2000年、横浜スタジアムなどでの野外ライブでは、盆踊り調のアレンジとラッキィ池田による振り付けで歌われた。DVD『LIVE FILMS スタジアムツアー 満員音（楽）礼 ～熱闘！Bomb踊り～』で発売中。また、『ゆずのオールナイトニッポン』番組内で、47都道府県それぞれのバージョンでの替え歌が作られている。
7. 空模様
本アルバム、唯一の北川作品。本人によれば、「初めて書いたラブソング」。
当時担当していたラジオ番組でタイトルを決めた。それまでは「大生」という仮タイトルがついていた。

### 1997年8月31日 路上録音 夏色の素
再発盤の初回購入者特典
1. 夏色の素（3:41）
  - 作詞・作曲: 北川悠仁 、編曲: ゆず

## 関連作品
- 歌時記 〜サクラサク篇〜 -ライヴアルバム-　　M-1
- Home 1997-2000 -ベストアルバム-　　M-4
- ゆずのね 1997-2007 -ベストアルバム-　　M-1・2・7
- 二人参客 2015.8.16〜黄色の日〜 -ライブアルバム-　　M-2
- NININ SANKYAKU YUZU MEGA MIX - リミックスライブアルバム-　　M-3、6